# Bob Bigelow
Robert S. Bigelow, detto Bob (Boston, 26 dicembre 1953 – 18 agosto 2020), è stato un cestista statunitense, professionista nella NBA.

## Carriera
Venne selezionato dai Kansas City Kings al primo giro del Draft NBA 1975 (13ª scelta assoluta).